# Can Grasses (Vilassar de Dalt)
Can Grasses és una casa eclèctica de Vilassar de Dalt (Maresme) inclosa a l'Inventari del Patrimoni Arquitectònic de Catalunya.

## Descripció
Edifici civil; es tracta d'una casa -amb planta rectangular- de tipus residencial conformada per una planta baixa, dos pisos i un terrat. La façana mostra tres finestres a cada planta i un balcó a la part central.
L'estil que la caracteritza és el neoclàssic. Amb formes simples, destacant els dos cossos laterals amb sengles galeries amb arcs de mig punt que ocupen la façana i els murs laterals a l'altura del primer pis; al seu damunt hi ha terrasses, i a la part inferior grans portals amb un arc carpanell.
El conjunt queda coronat amb balustrades i hídries, i una orla a la part central que tanca la data de construcció, "1882".